# Желтушка арктическая
Желтушка арктическая (лат. Colias hyperborea) — дневная бабочка рода Colias из семейства белянки.

## Описание

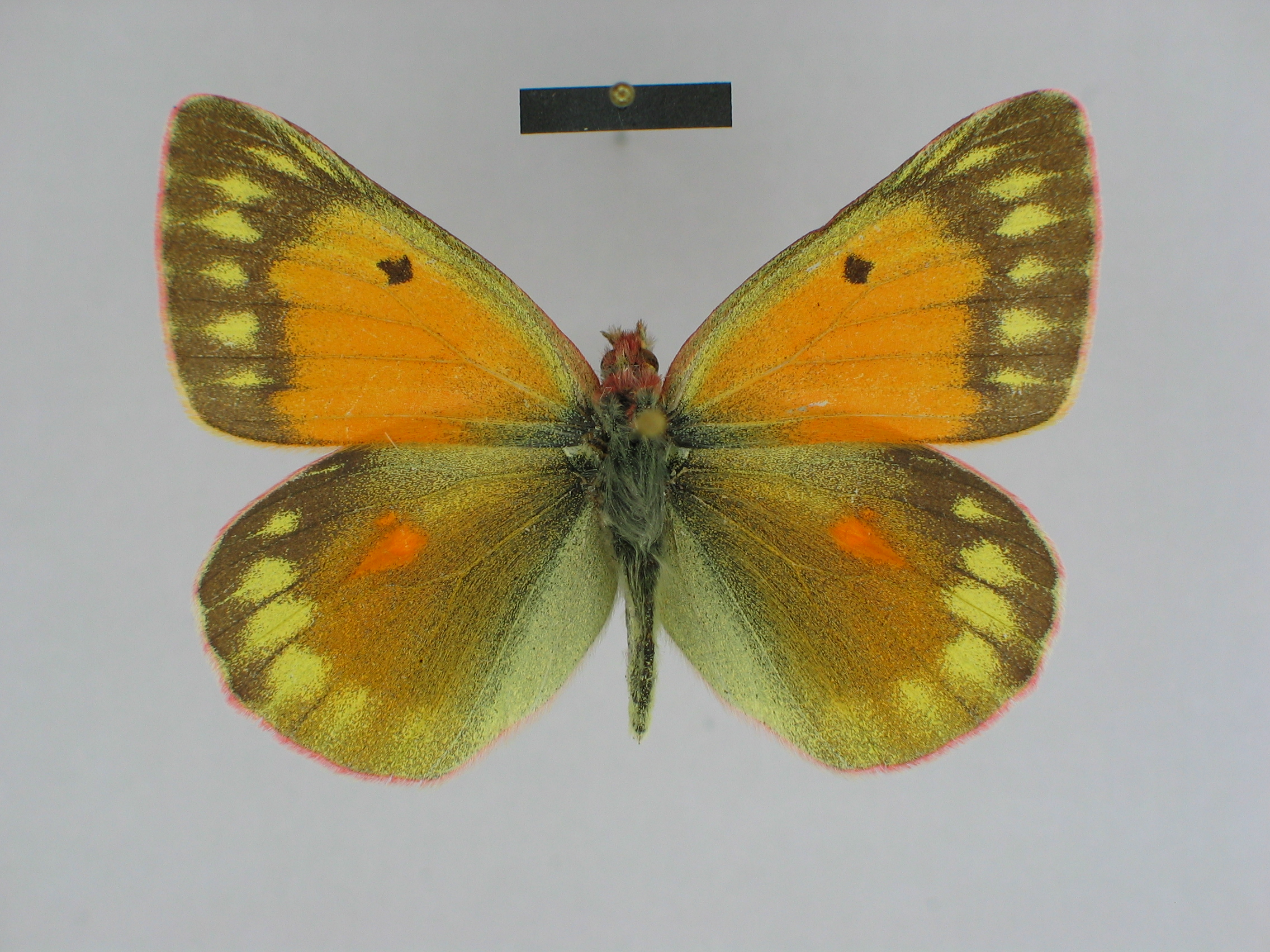
Самка подвида Colias hyperborea paradoxa

Длина переднего крыла 20—27 мм. Размах крыльев 40—50 мм. Фоновый цвет крыльев самцов золотисто-оранжевый. Бахромка крыльев лилово-розового цвета. Кайма внешнего края крыльев темно-коричневая, охватывает и часть заднего края на переднем крыле. Чёрное пятно у вершины центральной ячейки крыла небольшого размера, продолговатое. На середине заднего крыла имеется золотисто-красное пятно, а у корня крыла, над центральной ячейкой — розовато-жёлтое андрокониальное пятно. Нижняя сторона заднего крыла желтовато-зеленоватая, с серебристым пятнышком в красно-коричневой обводке. Фоновый цвет крыльев самок оранжево-желтый. Встречается беловато-зеленоватая форма. По широкой кайме крыльев самок проходит перевязь, состоящая из крупных пятен лимонно-жёлтого цвета. Заднее крыло несколько затемнено серовато-зелеными чешуйками.

## Ареал
Ареал вида простирается от Прибайкалья до Чукотки. Бабочки населяют остепненные склоны южных экспозиций, лесные опушки; предпочитают покрытые травянистой растительностью приречные галечники.

## Биология
За год развивается в одном поколении. Время лёта бабочек в июне — июле. Встречаются нечасто. Гусеницы питаются на астрагале.